# Aecae
Aecae era una ciudad antigua en la región italiana de Apulia en el sitio de la actual Troia.
Aecae fue habitada por los daunianos en la época prerromana. En el 214 a. C. fue recapturada por los romanos después de que se uniera a Aníbal después de la batalla de Cannas. En el Imperio Romano estaba en la Via Traiana, una extensión de la Via Appia entre Benevento y Brindisi, y recibió los derechos de una colonia como Colonia Augusta Apula. La diócesis titular de Aeca de la Iglesia católica se remonta a un obispado antiguo tardío.
Poco queda de la ciudad antigua en sí, ya que fue sobreconstruida por la posterior Troia. Se han encontrado estelas e inscripciones graves en la 
necrópolis circundante.